# Сражение у маяка Искресту
Сражение у маяка Искресту — морская битва, произошедшая в 1043 году в непосредственной близости от Константинополя. В некоторых источниках называется Константинопольским сражением.

## Предпосылки
Битва — следствие торговых и политических конфликтов между Русью и Византией. Согласно летописям, поводом к русскому нападению на Константинополь, стало убийство знатного купца в Царьграде (Константинополе). Князь Ярослав Мудрый повелел собрать флот (до 400 ладей) и двинуть на Царьград. Возглавляли поход старший княжич Владимир Ярославич и опытный воевода Вышата.
Русская «лодейная рать» отправилась вниз по Днепру, вышла в Чёрное море (в те годы Русское море) и направилась в сторону устья Дуная. Здесь, согласно летописи, дружинники остановились и принялись решать, как им продолжать поход — по суше или морским путём. Возобладало мнение варяжских дружинников, и русские корабли продолжили движение в сторону Царьграда.
Император Константин IX Мономах, безуспешно пытавшийся решить до этого дело миром, собрал все бывшие под рукой силы и начал готовиться к обороне. Когда русские ладьи подошли ко входу в пролив Босфор, их уже ожидали византийцы.

## Ход сражения
Русские полководцы высадили часть своих воинов на берег и организовали лагерь. Морские силы Владимира утром в день битвы, выстроившись в линию, были готовы для сражения.
Константин IX в полдень дал приказ к атаке. Три его дромона с моря и одновременно два легиона с суши атаковали русский флот и лагерь. Византийские корабли были вооружены греческим огнём, они поджигали русские ладьи, что вносило сумятицу в действия воинов Владимира. Однако, княжеские воины сражались храбро, метали в противника копья и стрелы, пытались пробить борта вражеских кораблей подвешенными на цепях бревнами.
Вскоре Константин бросил в бой остальные силы византийцев. Имперские корабли стали одерживать верх, к тому же в это время начался шторм, который буквально разметал русский флот.  Множество кораблей утонуло или разбилось о скалы. Сам княжич Владимир едва успел спастись, перебравшись на другую ладью со своего корабля.
Все же многие русские корабли сумели спастись и даже впоследствии разбить высланную им вдогонку византийскую эскадру. Владимир и остатки его флота успешно добрались до Киева. 6 тысяч воинов во главе с Вышатой, включая высадившихся с разбитых судов, находились на берегу. Они пробивались сухопутным путём на север, но этот отряд был уничтожен около Варны имперскими войсками. Сам воевода и 800 его воинов попали в плен.

## Итоги
Несмотря на поражение своего флота, Ярославу Мудрому позже удалось заключить вполне достойный мир с Византией. Русский князь сохранил значительную часть своего ладейного флота и впоследствии выкупил воеводу Вышату и несколько сот его дружинников из византийского плена. Империя ромеев, сотрясаемая междоусобицами, с тех пор лишь все больше ослабевала и превращалась в тень от некогда могущественнейшей державы.